# Fun Home (musical)
Fun Home es una adaptación para teatro musical de las memorias gráficas de Alison Bechdel publicadas en 2006 como Fun Home: A Family Tragicomic, con música de Jeanine Tesori y libro y letras de Lisa Kron. La historia trata sobre el descubrimiento por parte de Bechdel de su propia sexualidad lésbica, su relación con su padre gay encerrado en el armario y sus intentos de desentrañar los misterios que rodean la vida de él. Se cuenta en una serie de viñetas no lineales conectadas por la narración proporcionada por el personaje adulto de Alison.
La producción original de Broadway comenzó sus preestrenos en el Circle in the Square Theatre en marzo de 2015 y se estrenó en abril de 2015. Fue nominado a doce premios Tony, ganando cinco, incluido el de Mejor Musical, y su álbum de elenco recibió una nominación al Premio Grammy 2016 al Mejor Álbum de Teatro Musical. La producción cerró el 10 de septiembre de 2016. Siguieron una gira nacional en Estados Unidos y varias producciones extranjeras.
El musical se desarrolló a través de varias lecturas y representaciones, incluso en la Conferencia de Dramaturgos de Ojai en 2009 y en el Sundance Theatre Lab y el Public Lab de The Public Theater en 2012. Se estrenó Off-Broadway en el Public Theater en septiembre de 2013 y obtuvo críticas muy positivas. Su representación se prorrogó varias veces, hasta enero de 2014. La producción de Public Theater de Fun Home fue nominada a nueve premios Lucille Lortel, ganando tres, incluido el de Musical Destacado, dos premios Obie y ocho premios Drama Desk, entre otros. El musical fue finalista del Premio Pulitzer de Teatro de 2014.

## Antecedentes y desarrollo
El libro de la escritora y artista Alison Bechdel, Fun Home, una autobiografía en formato de novela gráfica, se publicó en 2006 con gran éxito de crítica . El tema es la llegada a la edad adulta de Alison Bechdel, con especial énfasis en su relación con su padre, Bruce. La declaración de Bechdel como lesbiana se complica por la revelación de que su padre era un homosexual encubierto cuyas relaciones extramatrimoniales incluían hombres menores de edad. Cuatro meses después de que Bechdel le confiesa su homosexualidad a sus padres, Bruce es víctima de un atopello por un camión. Aunque la evidencia es equívoca, Bechdel cree que se suicidó.
El libro de Bechdel fue adaptado a un musical con libro y letras de Lisa Kron y música de Jeanine Tesori. En un artículo publicado en Slate, June Thomas lo calificó como "el primer musical convencional sobre una joven lesbiana". La adaptación se desarrolló a lo largo de cinco años. El primer ensayo se realizó en la Conferencia de Dramaturgos de Ojai en agosto de 2009. En 2011 se realizó una lectura dramatizada en The Public Theater. Del elenco de esa lectura en escena, solo Judy Kuhn y Beth Malone continuaron en sus papeles en la producción completa Off-Broadway. El musical tuvo otro ensayo como parte del Laboratorio de Teatro del Instituto Sundance en julio de 2012, con Raúl Esparza. Posteriormente, se presentó durante tres semanas como parte de la serie Public Lab del Teatro Público en octubre y noviembre de 2012. El 8 de abril de 2013, Maggie Gyllenhaal, Judy Kuhn, David Hyde Pierce y otros interpretaron selecciones musicales del espectáculo en un evento para el Instituto Sundance. En mayo de 2013 se celebró un último ensayo de Teatro Público.
El proceso de desarrollo del musical implicó muchos cambios y reescrituras. Beth Malone dijo que el guion original del taller "no se parece en nada a la obra actual". En las primeras versiones, la producción se estructuró en torno a los dibujos de Bechdel, pero los creadores luego eliminaron la mayor parte de este elemento, a excepción de una imagen de Bruce y la joven Alison que se utiliza en la conclusión del musical. Las revisiones continuaron durante el período de vista previa de la producción Off-Broadway, lo que requirió que los actores interpretaran material nuevo cada noche. Bechdel no participó en la creación del musical. Ella esperaba que su historia pareciera artificial y distante en el escenario, pero llegó a sentir que el musical tuvo el efecto opuesto, acercando el "corazón emocional" de la historia incluso más que su libro. Fun Home es uno de los pocos musicales de Broadway que presenta un personaje principal lesbiana; la revista Playbill afirmó que el papel de Alison Bechdel es "de lejos, el personaje lésbico más innovador en un musical de Broadway".

## Resumen de la trama
Mientras trabaja en sus memorias en la actualidad, la exitosa dibujante de mediana edad Alison Bechdel (Alison) recuerda dos períodos de su vida. La primera es su infancia, alrededor de los 10 años, es la pequeña Alison, cuando lucha contra las demandas obsesivas de su padre Bruce y comienza a identificar su sexualidad incipiente. El segundo es su primer año en la universidad, es la joven Alison, cuando comienza su primera relación y sale del armario como lesbiana.
Alison se recuerda a sí misma, cuando era niña, exigiendo que su padre Bruce jugara al "avión" con ella, mientras él revisaba una caja de basura y objetos de valor que había rescatado de un granero ("It All Comes Back"). Bruce le dice a la familia que un visitante de la sociedad histórica local vendrá a ver su ornamentada casa victoriana que ha restaurado, y su esposa Helen prepara la casa según el exigente estándar estético de Bruce ("Bienvenidos a nuestra casa en Maple Avenue"). En una llamada telefónica con su padre y una entrada en su diario, joven Alison expresa su ansiedad por comenzar la universidad ("Not Too Bad"). En la funeraria Bechdel, la pequeña Alison y sus hermanos John y Christian realizan un anuncio imaginario de la funeraria ("Ven a la funeraria"). La médium Alison duda en la puerta de la Unión Gay de la universidad y queda desconcertada cuando conoce a Joan, una joven lesbiana segura de sí misma. Bruce invita a Roy, un joven al que ha contratado para realizar trabajos de jardinería, a su casa. Bruce comienza a seducir a Roy en la biblioteca mientras Helen está tocando el piano arriba, intentando hacer todo lo posible por ignorarlo ("Helen's Etude").
La médium Alison escribe una carta a sus padres sobre la vida universitaria, pero no menciona a Joan ni su reciente descubrimiento de que es lesbiana ("Gracias por el paquete de ayuda"). Bruce le ordena a la pequeña Alison que se ponga un vestido, pero ella prefiere usar jeans. Bruce le dice que los otros niños se reirían de ella; ella lo obedece de mala gana ("Party Dress"). La joven Alison le cuenta orgullosa a Joan que ha escrito una carta a sus padres diciéndoles que es lesbiana, pero comienza a dudar de sí misma hasta que Joan la besa. Esa noche, ella está delirante de alegría después de haber tenido sexo con Joan y finalmente descubrir su sexualidad ("Cambiando mi especialidad").
Alison considera la conexión entre su salida del armario y la muerte de su padre. La pequeña Alison tiene como tarea dibujar un mapa de los lugares que ha visitado su familia, pero Bruce toma el control agresivamente, dibujándolo como él cree que debería verse. Alison se da cuenta de que, a pesar de haber viajado mucho, el lugar de nacimiento, vida, trabajo y muerte de su padre se pueden ubicar en un pequeño círculo en Beech Creek, Pensilvania ("Mapas"). Bruce le ofrece a un chico menor de edad llevarlo en su auto y tomar una cerveza, y luego se da a entender que tuvieron un encuentro sexual. La médium Alison escribe a sus padres pidiéndoles una respuesta a su carta de salida del armario. La pequeña Alison mira La Familia Partridge, pero Bruce lo apaga enojado. La pequeña Alison habla con él y descubre que va a ver a un psiquiatra, pero él es ambiguo sobre el motivo. Alison expresa su molestia porque él le mintió; la razón por la que se iba era porque lo arrestaron por lo que le hizo al menor de edad. Helen intenta tranquilizar a la pequeña Alison diciéndole que el psiquiatra ayudará a su padre, pero ella también se niega a dar más detalles. Bruce inicia una acalorada discusión con Helen y rompe varias de sus pertenencias junto con algunos libros de la biblioteca. La pequeña Alison fantasea con su familia como la familia feliz cantando junta en la televisión ("Raincoat of Love").
Alison recuerda una ocasión en la que Bruce la llevó a ella y a sus hermanos de viaje a la ciudad de Nueva York. Después de un largo día, la pequeña Alison, Christian y John se acomodan en sacos de dormir. La pequeña Alison se despierta y descubre a Bruce escabulléndose. Bruce le canta una canción de cuna ("Pony Girl"). Él le asegura a su hija que solo salió a buscar un periódico, pero Alison se da cuenta de que probablemente iba de paseo. Alison se siente enojada por una carta evasiva de Bruce en respuesta a su salida del armario. En un almuerzo con su padre, la pequeña Alison se fija en una repartidora masculina y siente un parentesco inexplicable con ella ("Ring of Keys").
La médium Alison llama a casa para exigir una mejor respuesta de sus padres y se sorprende cuando su madre revela que su padre ha tenido relaciones sexuales con hombres y niños. Alison explora las tensiones que vivía su familia en ese momento y observa una acalorada discusión entre sus padres. La médium Alison regresa a casa de vacaciones con Joan. Helen le confiesa a la joven Alison su problemática y turbulenta vida con Bruce ("Days and Days"). Alison, Joan y Bruce pasan una velada inesperadamente agradable alrededor del piano. Bruce le pregunta a Alison si le gustaría dar un paseo en auto, y Alison (adulta) se da cuenta de que la joven Alison se ha ido; se une a su padre en el auto, rompiendo los límites del tiempo. Durante el viaje, ella y Bruce tienen dificultades para expresarse el uno con el otro ("Telephone Wire").
Bruce, obsesionado con un nuevo proyecto de restauración, intenta, sin éxito, encontrar una forma de mantener su vida unida. Se pone delante de un camión y es asesinado ("Edges of the World"). Alison, recién reconciliada con su pasado, recuerda y dibuja un momento de perfecto equilibrio: jugando al "avión" con su padre, mientras rememora el pasado con las otras Alison ("Flying Away").

## Producción original off-Broadway y Broadway
Fun Home se estrenó en The Public Theater en preestrenos el 30 de septiembre de 2013, y se inauguró oficialmente el 22 de octubre de 2013. Originalmente programado para durar hasta el 3 de noviembre de 2013, el musical se extendió varias veces y cerró sus puertas el 12 de enero de 2014. La producción fue dirigida por Sam Gold, con escenografía y vestuario de David Zinn, iluminación de Ben Stanton, proyecciones de Jim Findlay y Jeff Sugg, y coreografía de Danny Mefford. En respuesta a una controversia en la que la legislatura de Carolina del Sur intentó castigar económicamente al College of Charleston por elegir la novela gráfica original de Fun Home como una selección de lectura para los estudiantes de primer año. El elenco off-Broadway presentó un concierto de canciones del musical a sala llena en Charleston, Carolina del Sur, en abril de 2014. Bechdel, Kron, Tesori y el director musical Chris Fenwick acompañaron al elenco.
El musical comenzó sus preestrenos en el Circle in the Square Theatre de Broadway el 27 de marzo de 2015, con una inauguración oficial el 19 de abril de 2015. Gold dirigió el espectáculo en Broadway, con el mismo equipo de producción que la producción Off-Broadway, incluidos Zinn, Mefford y Stanton. El elenco Off-Broadway repitió sus papeles en Broadway, a excepción de los actores que interpretaron a joven Alison, John y Christian Bechdel. En diciembre de 2015, ocho meses después de su estreno en Broadway, el espectáculo recuperó su capitalización y comenzó a generar ganancias. Los costos del espectáculo fueron relativamente bajos debido al pequeño elenco y la orquesta. La producción cerró el 10 de septiembre de 2016, después de 26 preestrenos y 582 funciones regulares.
Una gira nacional estadounidense de un año de duración del espectáculo comenzó en Cleveland, Ohio, en octubre de 2016. La gira fue dirigida por Sam Gold y protagonizada por Kate Shindle como Alison y Robert Petkoff como Bruce.

## Producciones posteriores
La primera producción internacional de Fun Home se presentó en el RCBC Plaza en Makati, Manila, Filipinas, en noviembre de 2016, con Cris Villonco como Alison, Lea Salonga como Helen y Eric Kunze como Bruce. Fue dirigida por Bobby García. La edición limitada de 18 funciones finalizó el 27 de noviembre de 2016. Una reseña en ABS-CBN News elogió las actuaciones y la dirección y calificó la producción como "innegablemente conmovedora, penetrante e interpretada por un conjunto increíblemente talentoso".
La primera producción regional de EE. UU. se inauguró en agosto de 2017 en Millbrook Playhouse en el condado de Clinton, Pensilvania, la casa de la infancia de Bechdel y donde se desarrolla Fun Home ; fue dirigida y coreografiada por Courtney Laine Self. Vermont Stage Company produjo el musical en Burlington, Vermont, donde Bechdel escribió sus memorias gráficas; se representó durante 29 funciones en octubre de 2017.
La compañía de teatro Pangdemonium de Singapur presentó Fun Home en septiembre y octubre de 2017 en el Drama Centre Theatre, con un elenco que incluía a Adrian Pang y Monique Wilson. Una producción en Carmel, California, de Pacific Repertory Theatre en el Golden Bough Playhouse, dirigida por Stephen Moorer y coreografiada por Sam Trevino, presentada en febrero de 2018. Una producción canadiense se presentó en febrero y marzo de 2018 en el Arts Club de Vancouver.
El musical hizo su debut en Londres en el teatro Off West End Young Vic, con Gold nuevamente como director. Fue protagonizada por Kaisa Hammarlund como Alison, Zubin Varla como Bruce y Jenna Russell como Helen y se representó de junio a septiembre de 2018. Una versión en catalán dirigida por Daniel Anglès se presentó en el Teatre Condal de Barcelona de septiembre a noviembre de 2018.
Una coproducción australiana de la Melbourne Theatre Company y la Sydney Theatre Company, dirigida por Dean Bryant y coreografiada por Andrew Hallsworth, contó con Lucy Maunder como Alison adulta, Adam Murphy como Bruce y Marina Prior como Helen. Se presentó en el Teatro Roslyn Packer de Sídney en 2021 y en el Centro de Artes de Melbourne en 2022 después de retrasos debido a la pandemia de COVID-19. La primera producción en alemán comenzó el 14 de abril de 2023 en el Landestheater Linz, Austria.
Una producción que se representó en el Gate Theatre en Dublín, Irlanda, en julio y agosto de 2023. Fue protagonizada por Frances McNamee como Alison adulta, Killian Donnelly como Bruce y Nichola MacEvilly como Helen.

## Personajes y reparto original
El personaje de Alison Bechdel está interpretado por tres actores. Alison, de 43 años, es la narradora de la obra y repasa su familia y sus primeros años de vida; joven Alison, de 19 años, es una estudiante de Oberlin que descubre su sexualidad; y pequeña Alison, de 10 años, es una niña que lucha contra las expectativas de su padre.

## Canciones y grabaciones
Dado que las canciones de Fun Home están estrechamente integradas en el guión, no se proporcionó ninguna lista de canciones en el programa.El álbum del elenco original, lanzado en 2014,  abrió en el puesto 2 en el Billboard Top Cast Album Chart, una hazaña notable para un álbum de elenco Off-Broadway. Después del estreno del musical en Broadway en 2015, se grabaron nuevas partes del espectáculo y se volvieron a grabar partes, especialmente para presentar a Emily Skeggs en el papel de joven Alison. También incluye más diálogo para ayudar al oyente a seguir la historia. La canción "Party Dress" fue agregada para Small Alison en lugar de "Al for Short", ya que esta última fue eliminada del espectáculo de Broadway. Una escena de diálogo, "Clueless in New York", reemplazó "I need more coffee". Se agregó la corta canción a capela de Bruce para dormir, "Pony Girl", al igual que la escena "A flair for the dramatic...". El álbum fue lanzado en mayo de 2015.
La lista de canciones del lanzamiento de 2015, que refleja los números musicales de la producción de Broadway, es la siguiente:
1. "It All Comes Back (Opening)" – Small Alison, Bruce, Alison & Company
2. "Sometimes my father appeared to enjoy having children..." – Alison, Bruce & Helen
3. "Welcome to Our House on Maple Avenue" – Helen, Alison, Small Alison, Christian, John, Bruce & Roy
4. "Not Too Bad" – Medium Alison
5. "Just had a good talk with Dad..." – Alison, Medium Alison, Bruce, Pete, Small Alison, John & Christian
6. "Come to the Fun Home" – John, Christian & Small Alison
7. "Helen’s Etude" – Alison, Roy, Bruce, Small Alison, Helen, John, Christian & Medium Alison
8. "Thanks for the care package..." – Medium Alison, Joan, Small Alison & Bruce
9. "Party Dress" – Small Alison, Bruce, Medium Alison, Alison
10. "Changing My Major" – Medium Alison
11. "I leapt out of the closet..." – Alison, Small Alison, Bruce & Helen
12. "Maps" – Alison
13. "Read a book..." – Bruce, Small Alison, Alison & Helen
14. "Raincoat of Love" – Bobby Jeremy & Company
15. "Clueless in New York…" – Alison, Small Alison & Bruce
16. "Pony Girl" – Bruce
17. "A flair for the dramatic…" – Alison, Joan, Medium Alison & Bruce
18. "Ring of Keys" – Small Alison & Alison
19. "Let me introduce you to my gay dad..." – Joan, Medium Alison, Alison, Bruce & Small Alison
20. "Shortly after we were married..." – Helen & Medium Alison
21. "Days and Days" – Helen
22. "You ready to go for that drive?..." – Bruce & Alison
23. "Telephone Wire" – Alison & Bruce
24. "It was great to have you home..." – Bruce & Alison
25. "Edges of the World" – Bruce
26. "This is what I have of you..." – Alison
27. "Flying Away (Finale)" – Alison, Medium Alison & Small Alison

## Recepción
La producción Off-Broadway se estrenó el 22 de octubre de 2013 con críticas positivas. Ben Brantley, del New York Times, elogió el impacto emocional, el talento artístico y la universalidad del musical, calificándolo de "un musical hermoso y desgarrador". Fun Home no es solo una historia de salir del armario ni de madurar. Su universalidad reside en la consciencia de que nunca conocemos del todo ni siquiera a nuestros seres queridos, y del trasfondo de secretos de adultos, intuidos por los niños, que existe en cierta medida en cada familia. Fun Home encuentra una claridad radiante que ilumina la noche. Brantley elogió tanto al escritor Kron como al compositor Tesori por su trabajo. De Kron, dice: «Su libreto y sus letras, resonantemente precisas, le dan a este espectáculo su esencia», y de la banda sonora de Tesori, «su mejor y más variada banda sonora hasta la fecha... [que] captura la inquietante ambigüedad [de la historia]». Brantley incluyó posteriormente Fun Home entre sus 15 mejores espectáculos de 2013.
Joe Dziemianowicz, del New York Daily News, calificó el musical de "dolorosamente hermoso" y dijo que "habla a una familia y a todas las familias desgarradas por secretos y mentiras". Dziemianowicz incluyó a Fun Home en el primer puesto de su lista de las 10 mejores obras de teatro de 2013. Charles McNulty del Los Angeles Times , aunque ligeramente crítico de algunos elementos del espectáculo, todavía estaba impresionado con Fun Home, diciendo "Ha habido muchos nuevos musicales estadounidenses mejor hechos que Fun Home, pero no puedo pensar en uno en los últimos años que me haya conmovido tanto con su tierna, irónica y valiente vulnerabilidad". Afirma que las aparentes debilidades del espectáculo son parte de la razón por la que tiene éxito, diciendo que "tiene un comienzo entrecortado, toma desvíos musicales innecesarios y está presentado en un estilo tosco que a veces parece más accidental que intencional", pero que "tiene éxito no a pesar de estos defectos, sino en gran medida debido a ellos. La sensibilidad irónicamente consciente e introspectiva de Bechdel se ve honrada por un musical que no teme revelar su lado incómodo". Aunque menos positiva que Brantley, Dziemianowicz o McNulty, Miriam Krule de Slate todavía dijo "también hay momentos de pura alegría, y el musical brilla durante estos". Krule consideró, sin embargo, que "no está claro que un musical sea el mejor segundo formato para el material". Adam Hetrick, editor jefe de Playbill.com, describió a Fun Home como «el mejor musical del año», calificándolo de «una obra de teatro cargada de emociones, llena de alegría, sentimiento, tristeza y una realidad incómoda».
El crítico musical del New York Times, Anthony Tommasini, elogió la partitura de Tesori como una "obra maestra", señalando que las "vibrantes canciones pastiche" y los "variados tipos de música... un número jazzero para la joven Alison en medio de una fantasía de rescate; canciones influenciadas por Sondheim que se despliegan sobre figuras rítmicas insistentes y armonías cambiantes y ricas" se unen para crear "una entidad impresionantemente integrada". Tommasini también elogió los números de conjunto del espectáculo, calificándolos de "complejos pero texturalmente transparentes, cautivantemente dramáticos". En su reseña del álbum del elenco para Playbill, Steven Suskin elogió la "maravillosa colección de letras" de Kron y calificó a Tesori como "un maestro de los estilos musicales... [que] combina el tono de Kron con una mezcla de sensibilidad y humor". Suskin elogió especialmente "Days and Days", calificándola de "una asombrosa obra de teatro musical". También elogió las actuaciones de Judy Kuhn ("impresionante"), Michael Cerveris ("una de sus mejores actuaciones hasta la fecha") y las tres Alison, Beth Malone, Alexandra Socha y Sydney Lucas (calificando a esta última como "una de las actrices infantiles más seguras que hemos visto"). Suskin calificó a Fun Home como "el mejor musical en el escenario neoyorquino de 2013, superando ampliamente a la competencia, y... hasta ahora el mejor musical de la temporada 2013-14".
Anticipando el traslado de la obra a Broadway, David Levesley de la revista en línea Mic elogió el enfoque  Fun Home en la experiencia individual de una lesbiana, calificándola como "el análisis más audaz e implacable de la identidad homosexual en el escenario de Nueva York en este momento". Sin embargo, Kalle Oskari Mattila, en The Atlantic, argumentó que si bien el musical presenta claramente los temas de la novela, su campaña de marketing en Broadway "ofusca en lugar de aclarar" la narrativa queer de la novela original.

## Reconocimientos
La producción de Public Theater de Fun Home fue nominada al Premio Edward M. Kennedy 2014 de drama inspirado en la historia estadounidense, nueve premios Lucille Lortel (ganó tres, incluido el de musical destacado), siete premios Outer Critics Circle (ganó el de nuevo musical off-Broadway destacado), tres premios Drama League y ocho premios Drama Desk, y ganó el premio Off Broadway Alliance al mejor musical nuevo. Muchos críticos predijeron que Fun Home ganaría el Premio Pulitzer de Drama de 2014. El musical fue finalista del Pulitzer, pero The Flick de Annie Baker ganó el premio. El comité Pulitzer calificó el musical como "Una conmovedora adaptación musical de una memoria gráfica". La producción ganó el Premio del Círculo de Críticos Dramáticos de Nueva York al Mejor Musical y el Premio Obie al Teatro Musical, y Sydney Lucas, de 10 años, ganó un Obie en la categoría de Actuación, convirtiéndose en el artista más joven en ganar un Obie.
La producción original de Broadway fue nominada a 12 premios Tony y ganó cinco, incluido el de Mejor Musical. Jeanine Tesori y Lisa Kron fueron el primer equipo femenino de guionistas en ganar el premio Tony a la mejor banda sonora original. Kron ganó el premio al Mejor Libro, Cerveris ganó el premio al Mejor Actor Protagónico y Gold ganó el premio a la Mejor Dirección. Tanto Lucas como Skeggs ganaron premios Theatre World Awards.

### Original Off-Broadway production
| Año  | Premio               | Categoría                          | Nominación                   | Resultado |
| ---- | -------------------- | ---------------------------------- | ---------------------------- | --------- |
| 2015 | Tony Awards          | Best Musical                       | Best Musical                 |           |
| 2015 | Tony Awards          | Best Book of a Musical             | Lisa Kron                    |           |
| 2015 | Tony Awards          | Best Original Score                | Jeanine Tesori and Lisa Kron |           |
| 2015 | Tony Awards          | Best Leading Actor in a Musical    | Michael Cerveris             |           |
| 2015 | Tony Awards          | Best Leading Actress in a Musical  | Beth Malone                  |           |
| 2015 | Tony Awards          | Best Featured Actress in a Musical | Judy Kuhn                    |           |
| 2015 | Tony Awards          | Best Featured Actress in a Musical | Sydney Lucas                 |           |
| 2015 | Tony Awards          | Best Featured Actress in a Musical | Emily Skeggs                 |           |
| 2015 | Tony Awards          | Best Direction of a Musical        | Sam Gold                     |           |
| 2015 | Tony Awards          | Best Orchestrations                | John Clancy                  |           |
| 2015 | Tony Awards          | Best Scenic Design of a Musical    | David Zinn                   |           |
| 2015 | Tony Awards          | Best Lighting Design of a Musical  | Ben Stanton                  |           |
| 2015 | Theatre World Awards | Outstanding Debut Performance      | Sydney Lucas                 |           |
| 2015 | Theatre World Awards | Outstanding Debut Performance      | Emily Skeggs                 |           |
| 2016 | Grammy Awards        | Best Musical Theater Album         | Best Musical Theater Album   |           |

### Producción original de Broadway
| Año  | Premio               | Categoría                          | Nominado                     | Resultado |
| ---- | -------------------- | ---------------------------------- | ---------------------------- | --------- |
| 2015 | Tony Awards          | Best Musical                       | Best Musical                 |           |
| 2015 | Tony Awards          | Best Book of a Musical             | Lisa Kron                    |           |
| 2015 | Tony Awards          | Best Original Score                | Jeanine Tesori and Lisa Kron |           |
| 2015 | Tony Awards          | Best Leading Actor in a Musical    | Michael Cerveris             |           |
| 2015 | Tony Awards          | Best Leading Actress in a Musical  | Beth Malone                  |           |
| 2015 | Tony Awards          | Best Featured Actress in a Musical | Judy Kuhn                    |           |
| 2015 | Tony Awards          | Best Featured Actress in a Musical | Sydney Lucas                 |           |
| 2015 | Tony Awards          | Best Featured Actress in a Musical | Emily Skeggs                 |           |
| 2015 | Tony Awards          | Best Direction of a Musical        | Sam Gold                     |           |
| 2015 | Tony Awards          | Best Orchestrations                | John Clancy                  |           |
| 2015 | Tony Awards          | Best Scenic Design of a Musical    | David Zinn                   |           |
| 2015 | Tony Awards          | Best Lighting Design of a Musical  | Ben Stanton                  |           |
| 2015 | Theatre World Awards | Outstanding Debut Performance      | Sydney Lucas                 |           |
| 2015 | Theatre World Awards | Outstanding Debut Performance      | Emily Skeggs                 |           |
| 2016 | Grammy Awards        | Best Musical Theater Album         | Best Musical Theater Album   |           |

### Producción original de Londres
| Año  | Premio                         | Categoría                        | Nominación                   | Resultado |
| ---- | ------------------------------ | -------------------------------- | ---------------------------- | --------- |
| 2018 | Evening Standard Theatre Award | Best Musical                     | Best Musical                 |           |
| 2019 | Laurence Olivier Award         | Best New Musical                 | Best New Musical             |           |
| 2019 | Laurence Olivier Award         | Best Actor in a Musical          | Zubin Varla                  |           |
| 2019 | Laurence Olivier Award         | Outstanding Achievement in Music | Jeanine Tesori and Lisa Kron |           |

## Adaptación cinematográfica
En 2020, Jake Gyllenhaal y un socio consiguieron los derechos para producir una versión cinematográfica del musical bajo su sello Nine Stories Productions, con planes de que Gyllenhaal fuera protagonizado como Bruce Bechdel, y Sam Gold haría su debut como director de largometrajes. En 2023, Alison Bechdel declaró que Gyllenhaal ya no estaba involucrado en ninguna adaptación cinematográfica futura. Sin embargo, según The Hollywood Reporter, Gyllenhaal y Nine Stories firmaron un acuerdo de primera opción de tres años con Amazon MGM Studios en 2024.